# Аэропорт Аяччо имени Наполеона Бонапарта
Аэропорт Аяччо имени Наполеона Бонапарта (фр. Aéroport d'Ajaccio-Napoléon-Bonaparte), ранее Аэропорт Кампо Дель Оро (фр. Campo dell'Oro Airport; ИАТА: AJA, ИКАО: LFKJ) — аэропорт на западе Корсики, обслуживает город Аяччо и департамент Южная Корсика. Расположен в 5 километрах на восток от центра Аяччо. Узловой аэропорт авиакомпании Air Corsica.
Является лидирующим по пассажирским перевозкам на Корсике. 15 компаний осуществляют рейсы в Англию, Швейцарию, Францию, Люксембург, Норвегию. Общая площадь аэропорта 17 000 м².

## Авиакомпании и направления
По состоянию на декабрь 2015 года аэропорт Аяччо обслуживает рейсы следующих авиакомпаний:

## Статистика
| 2010                                   | 1 114 573 |   |
| 2011                                   | 1 175 874 | ▲ |
| 2012                                   | 1 218 705 | ▲ |
| 2013                                   | 1 350 431 | ▲ |
| 2014                                   | 1 366 020 | ▲ |
| Источник: Union des Aéroports Français |           |   |